# Machilus grandibracteata
Machilus grandibracteata är en lagerväxtart som beskrevs av S. K. Lee & F. N. Wei. Machilus grandibracteata ingår i släktet Machilus och familjen lagerväxter. Inga underarter finns listade i Catalogue of Life.